# جیونو (بازیکن فوتبال)
جیونو پینتو چاوس (به پرتغالی: Joeano Pinto Chaves) معروف به جیونو (Joeano) بازیکن فوتبال در پست مهاجم اهل برزیل است که در شهر فورتالزا و در تاریخ ۱۲ اوت ۱۹۷۹ به دنیا آمده‌است.

## باشگاهی
جیونو در باشگاه‌های فوتبال باشگاه ورزشی فورتالزا، آکادمیکا، آکادمیکا، ویتوریا ستوبال و ریو آره سابقهٔ حضور دارد.